# Reza Abbassi
Pour les articles homonymes, voir Reza, Abbasi (homonymie) et Reza.
Reza Abbassi (en persan : رضا عباسی / Rezâ 'Abbâsi ou رضای عباسی / Rezâ-ye 'Abbâsi), connu aussi sous le nom de Reza, né en 1565 et mort en 1635, est le plus fameux des peintres et calligraphes perses de l'école d'Ispahan, sous le règne des Séfévides et du chah Abbas Ier le Grand.

## Biographie
Reza Abbassi suivit son apprentissage dans l’atelier de son père, Ali Asghar et côtoya très jeune la cour du chah Abbas Ier.
À l’âge de 38 ans, il fut nommé du titre honorifique d'« Abbasi » par son maître, puis quitta son emploi à la cour du roi, par soif de liberté pour travailler avec des hommes du peuple. En 1610, il retourne à la cour, emploi qu’il conserve jusqu’à sa mort. Son fils, Chafi Abbasi fut également peintre. Il eut pour élève Mo'in Mossavvir.

## Art
Sa spécialité était la miniature persane, avec une préférence pour les sujets naturalistes, souvent des portraits réalisés de manière efféminée et impressionniste, style qui devint très populaire à la cour de la dernière période safavide.
Beaucoup de ses œuvres dépeignent de charmants jeunes gens, dans le rôle de '‘saqi’', c'est-à-dire d'échanson, qui sont le centre d’attraction d’un homme plus âgé et selon Louis Crompton (en), la manifestation d’une tradition persane d’apprécier la beauté des jeunes gens.
Aujourd’hui ces œuvres se trouvent principalement à Téhéran dans un musée qui porte son nom, Musée Reza Abbasi. Ses oeuvres sont également exposés dans les principaux musées du monde occidental, tels que le Smithsonian, le Louvre et le Metropolitan Museum of Art.

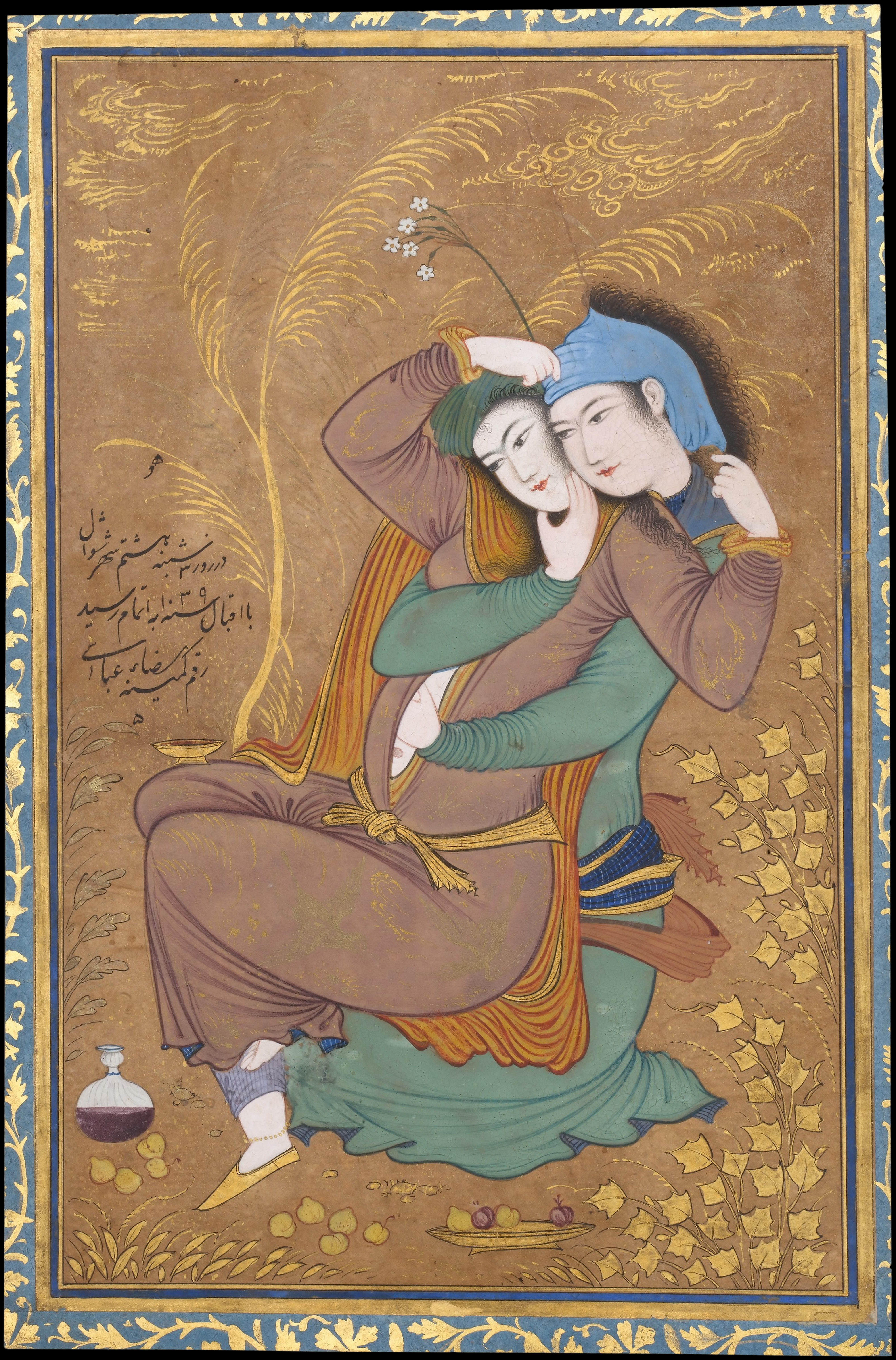
Deux amants par Reza Abbassi, vers 1625; Ispahan, Iran 1630
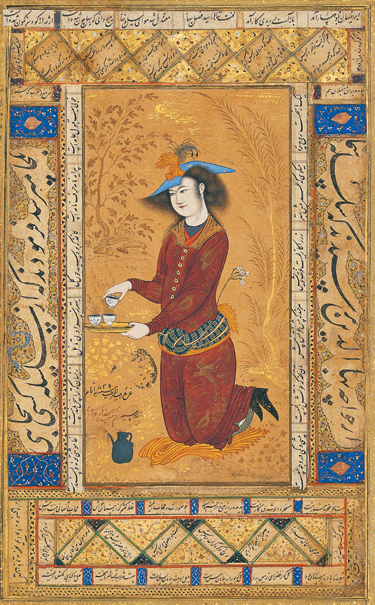
Saki peint par Reza Abbassi, 1609; Moraqqa’-e Golshan, Ispahan, Iran; palais du Golestan